# Dekanat Litomyšl
Dekanat Litomyšl – jeden z 14 dekanatów diecezji hradeckiej w Czechach. Według stanu na styczeń 2016, w jego skład wchodzi 16 parafii. 

## Lista parafii
| Lp. | Miejscowość           | Parafia                                              | Kościół                                                                  |
| --- | --------------------- | ---------------------------------------------------- | ------------------------------------------------------------------------ |
| 1   | Bělá nad Svitavou     | Parafia Wszystkich Świętych                          | Kościół Wszystkich Świętych w Bělá nad Svitavou                          |
| 2   | Borová                | Parafia św. Małgorzaty                               | Kościół św. Małgorzaty w Borová                                          |
| 3   | Bystré u Poličky      | Parafia św. Jana Chrzciciela                         | Kościół św. Jana Chrzciciela w Bystré u Poličky                          |
| 4   | Cerekvice nad Loučnou | Parafia św. Wacława, męczennika                      | Kościół św. Wacława w Cerekvice nad Loučnou                              |
| 5   | Dolní Újezd           | Parafia św. Marcina, biskupa                         | Kościół św. Marcina w Dolní Újezd                                        |
| 6   | Koclířov u Svitav     | Parafia św. Filomeny i św. Jakuba Starszego Apostoła | Kościół św. Filomeny i św. Jakuba Starszego Apostoła w Koclířov u Svitav |
| 7   | Korouhev              | Parafia Świętych Apostołów Piotra i Pawła            | Kościół Świętych Apostołów Piotra i Pawła w Korouhev                     |
| 8   | Litomyšl              | Parafia Podwyższenia Krzyża Świętego                 | Kościół Podwyższenia Krzyża Świętego w Litomyšl                          |
| 9   | Mladočov              | Parafia św. Bartłomieja Apostoła                     | Kościół św. Bartłomieja Apostoła w Mladočov                              |
| 10  | Morašice u Litomyšle  | Parafia Świętych Apostołów Piotra i Pawła            | Kościół Świętych Apostołów Piotra i Pawła w Morašice u Litomyšle         |
| 11  | Opatov v Čechách      | Parafia św. Antoniego, opata                         | Kościół św. Antoniego Opata w Opatov v Čechách                           |
| 12  | Polička               | Parafia św. Jakuba Starszego Apostoła                | Kościół św. Jakuba Starszego Apostoła w Polička                          |
| 13  | Sádek                 | Parafia Trójcy Przenajświętszej                      | Kościół Trójcy Przenajświętszej w Sádek                                  |
| 14  | Sebranice u Litomyšle | Parafia św. Mikołaja, biskupa                        | Kościół św. Mikołaja w Sebranice u Litomyšle                             |
| 15  | Svojanov              | Parafia Świętych Apostołów Piotra i Pawła            | Kościół Świętych Apostołów Piotra i Pawła w Svojanov                     |
| 16  | Trstěnice             | Parafia Znalezienia Krzyża Świętego                  | Kościół Znalezienia Krzyża Świętego w Trstěnice                          |